# Laburnum anagyroides
Espèce
Statut de conservation UICN

 LC  : Préoccupation mineure
 Monde, Europe, France 
Laburnum anagyroides, le Cytise faux ébénier, aussi appelé Cytise à grappes, Cytise aubour ou faux ébénier, est une espèce de plantes à fleurs de la famille des Fabaceae. C'est un petit arbre à feuilles caduques originaire des régions méditerranéennes et d'Europe centrale.
Il doit son nom de « faux ébénier » à son bois très dur et de couleur brun très sombre.

## Synonyme

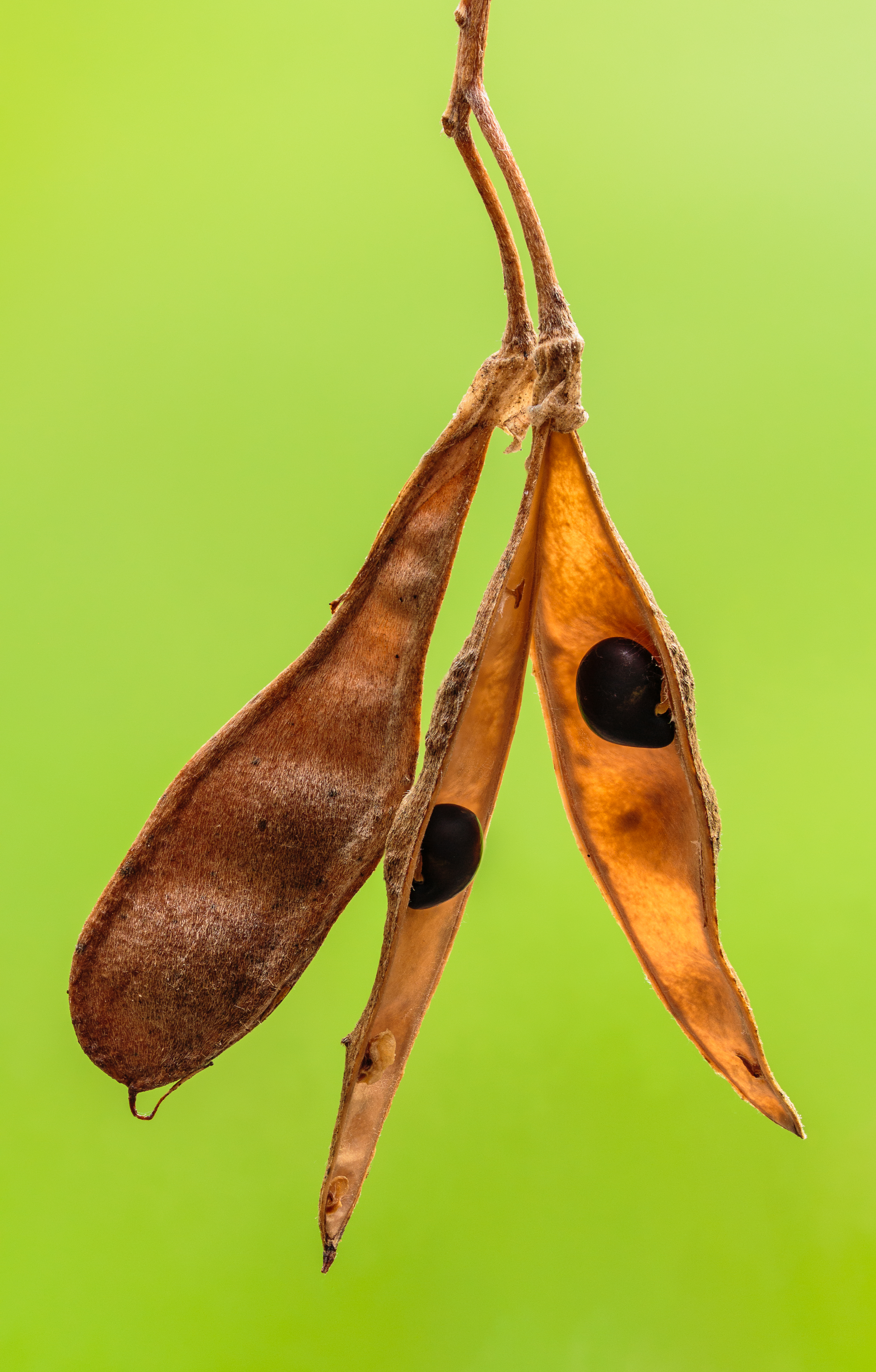
Cosses et graines.

- Cytisus laburnum L.

## Description

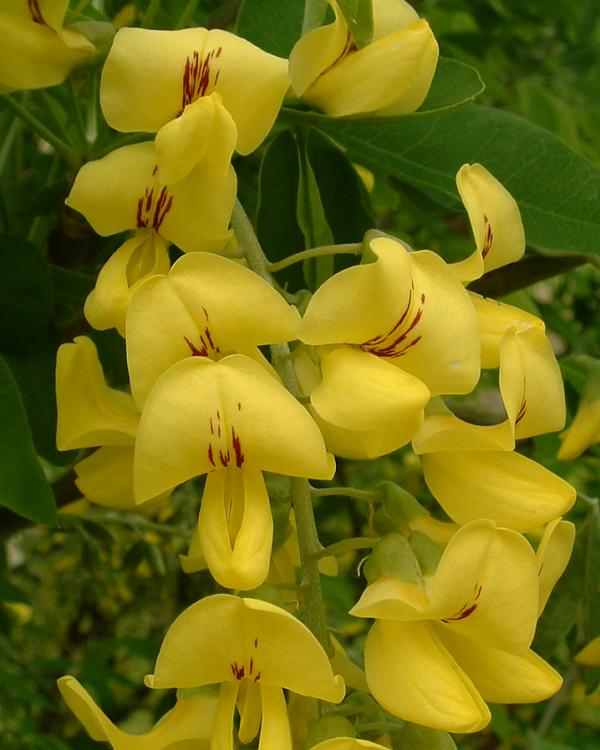
Détail des fleurs.

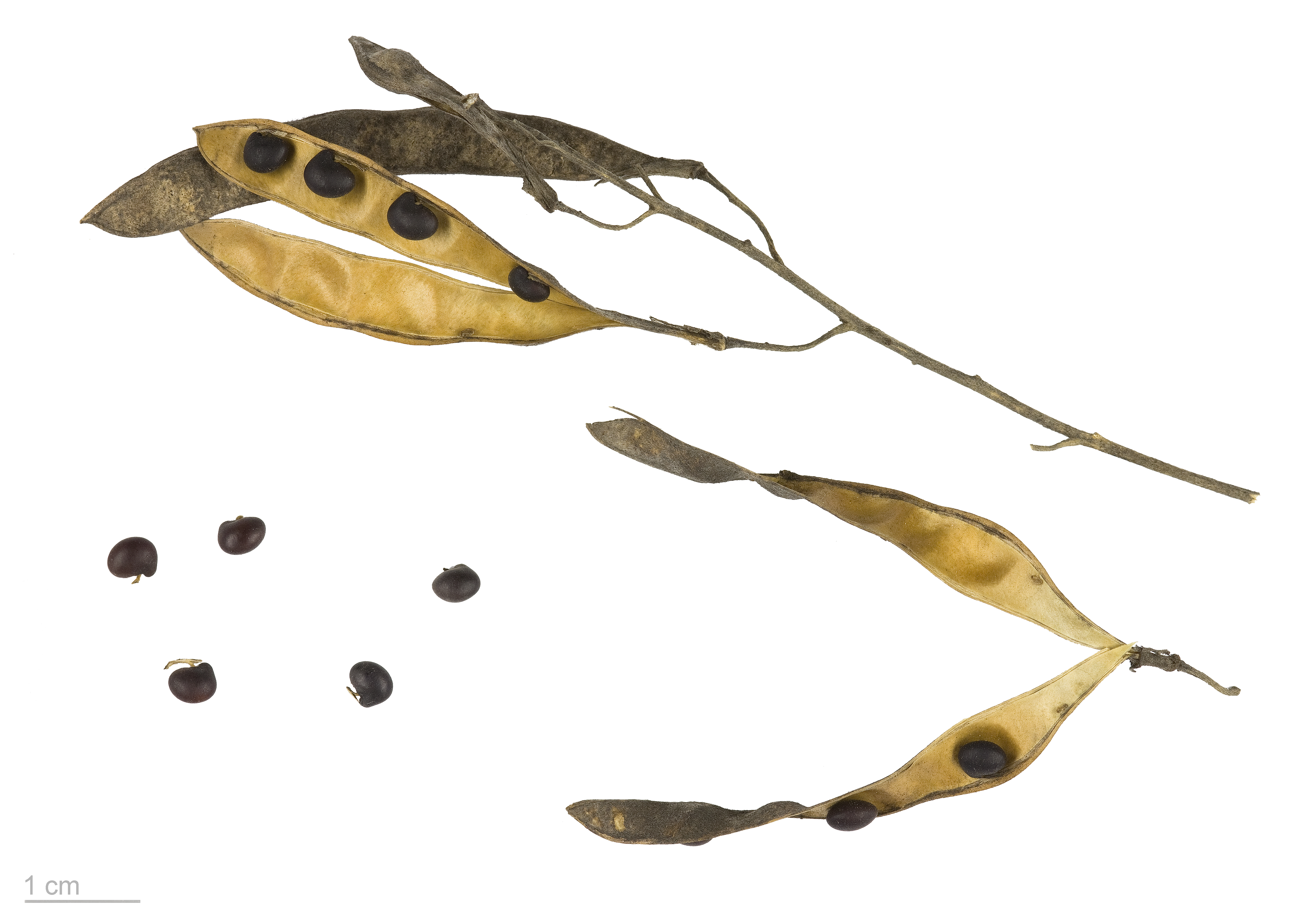
Gousses avec les graines toxiques parfois consommées par les enfants qui les prennent pour des petits pois.

C'est un arbre à écorce lisse, brune et à rameaux duveteux pouvant mesurer jusqu'à 8 m de haut comme de large. Il apprécie le plein soleil.
Ses feuilles caduques de 4 à 8 cm de long[réf. nécessaire] a des feuilles composées imparipennées composées de 3 folioles ovales et un long pétiole.
Les fleurs, en grappes pendantes de 10 à 20 cm de long[réf. nécessaire], sont de couleur jaune vif avec des ponctuations rouges. La floraison a lieu aux mois de mai-juin.
Les fruits sont des gousses noirâtres à maturité.

## Utilisation
Le cytise est surtout planté comme plante ornementale [Où ?]dans les parcs et jardins. Cependant il s'est naturalisé en France çà et là dans les zones chaudes à sol drainant.
Son bois est très prisé en ébénisterie.
Le cytise est une plante mellifère.

## Toxicité
On sait au moins depuis le XIXe siècle que les cytises peuvent être à l'origine d'empoisonnements animaux (par exemple chez les chevaux, les moutons ou les bovins qui présentent alors notamment des symptômes de myopathie) ou humains.

Toutes les parties de cette plante sont toxiques à très toxiques : en particulier, l'ingestion des fruits peut être mortelle.
Comme le Genêt d'Espagne, cette plante contient des alcaloïdes, dont la cytisine qui en se liant aux mêmes récepteurs que ceux de la nicotine a une action semblable à celle de ce composé issu principalement de la plante de tabac (intoxication nicotinique),,. 

Ses graines renferment aussi d’autres alcaloïdes du groupe des quinolizidines – particulièrement la spartéine, l'hydroxynorcytisine (3-hydroxy-11-norcytisine) et la lupinine qui ont sur le système nerveux une action ganglioplégique, antagoniste de l’acétylcholine. Il existe une saisonnalité dans la toxicité de la plante. Le taux de quinolizidines est le plus élevé dans les parties végétatives en début de saison, puis dans les fleurs, puis dans le fruit.
Le poison peut être conservé sur plusieurs niveaux trophiques, par exemple dans la plante, puis dans une chenille ou le puceron qui mange les feuilles, puis dans l'organisme du parasitoïde qui parasite ces chenilles. Il a été testé pour ses effets larvicides sur les moustiques, mais apparait toxique pour de nombreuses autres espèces. 
En présence d'air pollué, la production d'endotoxine peut être augmentée .
Des antidotes ont été recherchés via des expérimentations sur la souris de laboratoire